# Církvice (Ústí nad Labem)
Církvice (německy Zirkowitz) se nachází v okrese Ústí nad Labem, 7 km severozápadně od Litoměřic. Patří k městskému obvodu Ústí nad Labem-Střekov. Leží na pravém břehu Labe v CHKO České středohoří. První zmínka pochází z roku 1357. Ve středověku se zde nacházely vinice ústeckých měšťanů. Církvicemi prochází železniční trať 072 a cyklostezka. K roku 2011 zde žilo 185 obyvatel.

## Etymologie
Název Církvice pochází od slova Cierkvicě, což byl druh dřevěného neopevněného kostela, který zde stával. Její německý název je Zirkowitz a mezi kdysi používané tvary patří též Cerquicz, Czirkouicz, Czirkwicz, Czrkwycz, Czyrkwicze či Czerkowicze.

## Historie

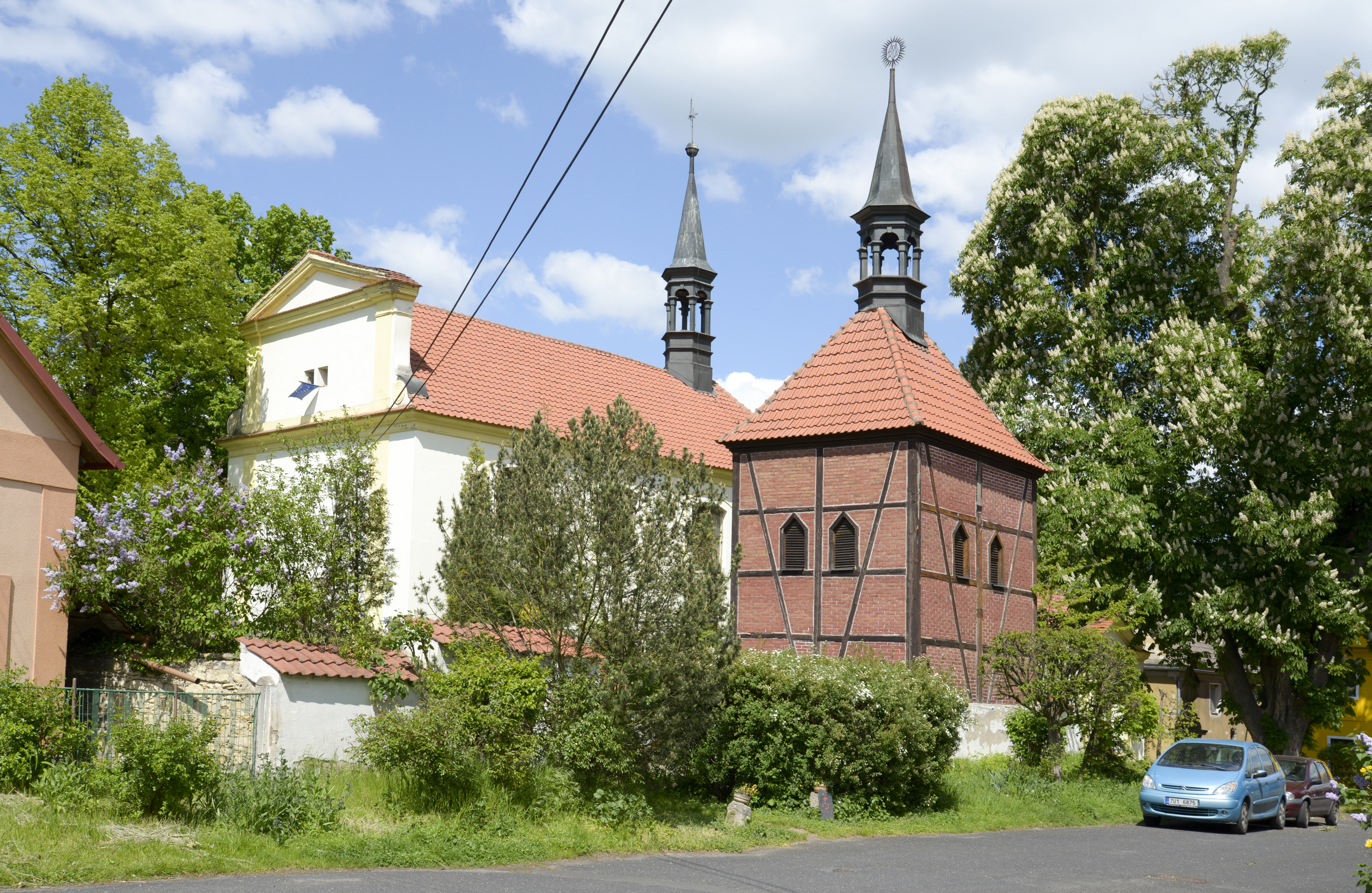
Kostel nanebevzetí Panny Marie v Církvicích.

První písemná zmínka pochází z roku 1357. V průběhu své historie patřila střídavě Libochovanům či Lovosicím. V roce 1980 se Církvice v rámci velké integrace sídel v zázemí Ústí nad Labem staly součástí krajského města.

## Obyvatelstvo
| Rok            | 1869 | 1880 | 1890 | 1900 | 1910 | 1921 | 1930 | 1950 | 1961 | 1970 | 1980 | 1991 | 2001 | 2011 |
| -------------- | ---- | ---- | ---- | ---- | ---- | ---- | ---- | ---- | ---- | ---- | ---- | ---- | ---- | ---- |
| Počet obyvatel | 112  | 109  | 115  | 118  | 121  | 129  | 169  | 120  | 108  | 111  | 75   | 50   | 59   | 185  |
| Počet domů     | 21   | 22   | 23   | 22   | 25   | 25   | 38   | 30   | –    | 28   | 23   | 18   | 27   | 49   |

## Pamětihodnosti

### Kostel Nanebevzetí Panny Marie se zvonicí
Kostel je poprvé v Církvicích zmiňován již roku 1352. Dnešní stavba stojí v dolní části obce u řeky Labe a pochází z r. 1701. V současnosti je obyvateli obce kostel postupně opravován. Kostel nemá věž, pouze sanktusník, v němž se nacházel zvon z r. 1712 od Jana Baltazara Crommela.
Jižně od kostela stojí zvonice. Byla zřejmě postavena zároveň s kostelem, tedy na počátku 18. století, ovšem dnešní podoba jí byla dána až v 19. století. Jedná se o jedinou hrázděnou zvonici v Česku. Na zvonici dnes visí pouze malý litinový zvon od J. Pragnera z r. 1918. Vedle něj je prázdná dřevěná hlava, jejíž zvon se dnes nachází v kostele sv. Josefa ve Vaňově (stav k r. 2001). Dále se zde nacházel nezvěstný zvon od Matěje Špice z r. 1540.
Kostel i se zvonicí jsou od roku 1992 chráněny jako kulturní památka.

### Další pamětihodnosti
- socha sv. Jana Nepomuckého – Pochází z 18. století, stojí na návsi u kostela a je rovněž kulturní památkou.[11]
- barokní fara z poloviny 18. století s mansardovou střechou